# Martina Lowden
Anna Martina Lowden (ur. 26 maja 1983 w Sztokholmie) – szwedzka pisarka i krytyczka literacka.
Dorastała w Mölnbo. Uczęszczała do waldorfskiej szkoły podstawowej The Solvik School w Järnie. Ukończyła psychologię na Uniwersytecie Sztokholmskim. Jest córką artystów wizualnych - Haralda Lowdena oraz Åsy Lowden Kästel. Wraz z Elise Karlsson, Therese Bohman i Viktorem Johanssonem założyła internetowy magazyn poświęcony literaturze "O-" (2004-2007). Od 2005 związana ze stanowiskiem redaktorki magazynu literackiego "Ponton", który umożliwia publikację tekstów literackich osobom w wieku od 14 do 21 lat oraz jest przez nich prowadzony.

## Twórczość
- Allt, 2006
- Hur man blir en sten och andra sånger från svinskogen, 2014 (współaut. Klara Kristalova)

## Nagrody i wyróżnienia
- Borås Tidnings debutantpris (za Allt, 2006)[5]
- Katapultpriset (za całokształt, 2007)[6]
- Karin Boyes Litterära pris, 2009[7]
- Till Adam Brombergs minne, 2010